# 新界區專線小巴95M線
新界區專線小巴95M線是由彩龍專線小巴有限公司營辦的一條專線小巴線，來往荃灣中心及荃灣站。

## 簡介及歷史
本路線提供荃灣中心、荃景花園往來港鐵荃灣站的專線小巴服務，於1983年3月起投入服務，方便荃灣中心及荃景花園居民往來荃灣站。雖然本線有從鄰近私人屋苑－荃威花園開出、且目的地相同的39M線的競爭，但由於本線班次遠較巴士頻密，繁忙時間平均1分鐘便開出一班，而且車程比巴士短，車資又較巴士便宜，故此大部分荃灣中心居民均會選搭本線前往荃灣站。
本線的尾班車於凌晨2時開出，但深宵班次卻沒有收取較高車資，有别於同樣由彩龍專線小巴有限公司營辦的96M線。故此本路線成為香港日間（非24小時服務）專線小巴路線中，最遲開出尾班車且深宵班次沒有收取較高車資的路線。

## 收費
- 全程收費：$3.1 （無任何分段收費）

## 行車路線
| 荃灣中心開 | 荃灣中心開        | 荃灣中心開       | 荃灣站開 | 荃灣站開         | 荃灣站開         |
| 序號       | 車站名稱          | 位置             | 序號     | 車站名稱         | 位置             |
| ---------- | ----------------- | ---------------- | -------- | ---------------- | ---------------- |
| 1          | 荃灣中心小巴總站  | 荃灣中心小巴總站 | 1        | 荃灣站小巴總站   | 荃灣站小巴總站   |
| 2          | 荃景花園          | 荃景圍           | 2        | 力生廣場         | 青山公路－荃灣段 |
| 3          | 美環街            | 荃景圍           | 2        | 力生廣場         | 青山公路－荃灣段 |
| 4          | 愉景新城 (福來邨) | 青山公路－荃灣段 | 2        | 力生廣場         | 青山公路－荃灣段 |
| 5          | 南豐中心(荃灣站)  | 西樓角路         | 3        | 匯利工業中心     | 荃景圍           |
| 6          | 荃灣站小巴總站    | 荃灣站小巴總站   | 3        | 匯利工業中心     | 荃景圍           |
| 6          | 荃灣站小巴總站    | 荃灣站小巴總站   | 4        | 荃景花園         | 荃景圍           |
| 6          | 荃灣站小巴總站    | 荃灣站小巴總站   | 5        | 荃灣中心小巴總站 | 荃灣中心小巴總站 |

## 服務時間及班次
常規班次
- 每日荃灣中心開：06:00-02:00，2-12分鐘一班
- 每日荃灣站開：06:10-02:00，2-12分鐘一班

特別班次
荃景花園→荃灣站
- 星期一至五：07:30、07:45

星期六、星期日及公眾假期暫停服務

## 用車
本線車隊全數採用豐田Coaster小巴行駛。

## 外部連結
- 95M專線小巴 被指頻飛站 （页面存档备份，存于），東方日報，2015年11月24日
- 681巴士總站 （页面存档备份，存于）